# تيم أوين
تيم أوين (بالإنجليزية: Tim Owen)‏ هو سياسي أسترالي، ولد في 29 أكتوبر 1955 في بريزبان في أستراليا. حزبياً، نشط في الحزب الليبرالي الأسترالي. وقد انتخب عضو الجمعية التشريعية نيو ساوث ويلز.